# Royal Antediluvian Order of Buffaloes
Le Royal Antediluvian Order of Buffaloes (RAOB) est l'une des plus grandes organisations fraternelles au Royaume-Uni. L'ordre est créé en 1822, et les membres sont connus sous le nom de Buffs.

## Organisation

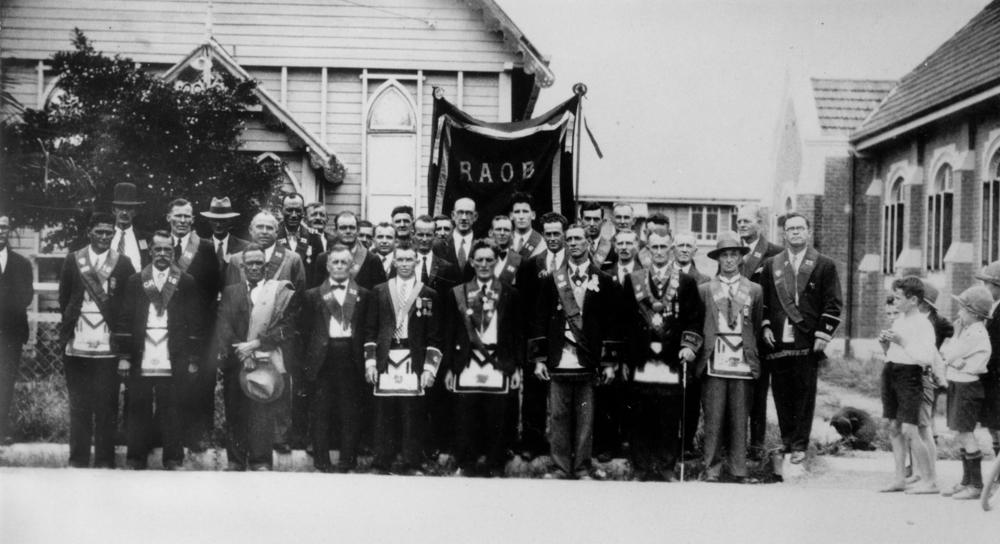
Membres du RAOB à Ingham (Queensland) en 1935.

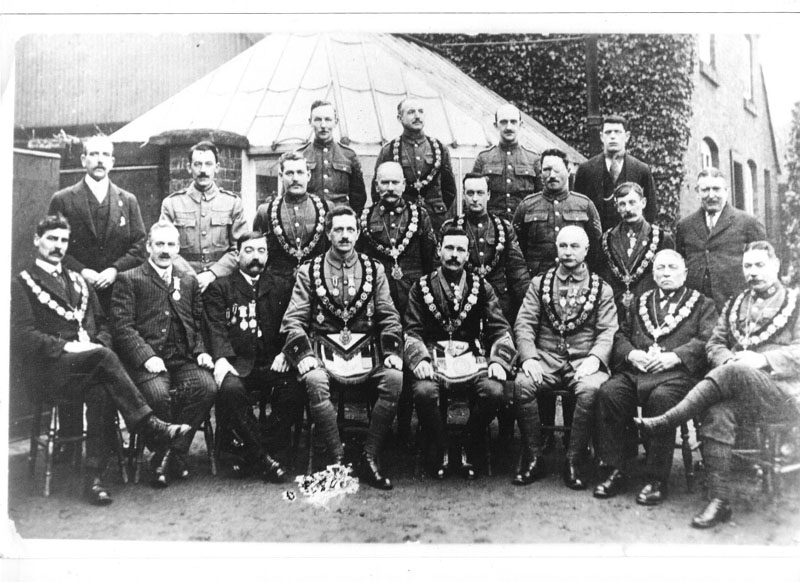
Loge civile et militaire du RAOB à Whittington (Staffordshire) vers 1920.

Le RAOB vient en aide à ses membres, leurs familles, les personnes à charge des anciens membres et d'autres organisations de bienfaisance.
La devise de l'ordre est « No Man Is At All Times Wise » (en latin : Nemo Mortalium Omnibus Horis Sapit) et il a pour maxime « Justice, Vérité et Philanthropie ». Le découpage en « loges » pour l'organisation et l'administration centrale a été adoptée par imitation de la franc-maçonnerie.
Comme de nombreuses organisations datant de l'époque pré-victorienne, elle a connu une baisse perceptible des adhésions depuis un boom dans les années 1970. En 2012, la loge la plus ancienne d'Écosse, la Royal Edinburgh Lodge n° 854 est tombée à 25 membres.